# دوغلاس كليغ
دوغلاس كليغ (بالإنجليزية: Douglas Clegg)‏ (1 أبريل 1958، الإسكندرية في الولايات المتحدة)؛ روائي أمريكي.